# Castello Samonà
Il castello di Spadafora, altrimenti conosciuto anche come castello Samonà, è un edificio fortificato ubicato in via Umberto I, tratta urbana della Strada Statale 113, nel centro storico di Spadafora in provincia di Messina.
Il Castello di Spadafora, da cui prende nome, anche l’omonimo comune, è stato una proprietà storica della famiglia importante dei Principi Spadafora di Maletto e Venetico, già baroni di Mazzarà, Marchesi di Roccella, Marchesi di San Martino, e mezzo feudo di Pirago.
Solo in seguito, tramite un passaggio di proprietà, che parte dalla discendenza di Alessandra Spadafora, figliuola di Federico Spadafora, e sorella di Domenico Spadafora, che sposa Pietro Ascenso, da cui avrà Federico Ascenso, il quale avrà una figlia Francesca Ascenso, che andrà a sposare Salvatore Maria Monroy; proprio qui la proprietà passerà per mancanza di eredi tra i pronipoti della coppia, al cognato, ovvero al fratello del marito della principessa, Giuseppe Monroy, che avrà una figlia di nome Adele, che sposerà Carmelo Samonà, motivo per il quale erediteranno il castello i Samonà.
Non si conosco, per lo meno, oltre alla Regione, ad oggi, e storicamente a Gutierrez Spadafora, degli ulteriori eredi, su riferimento del matrimonio intorno al 1700 tra Giuseppa Spadafora dei Principi di Maletto e suddetto Gutierrez Spadafora dei Principi di San Pietro Spadafora, e relativi discendenti, dei veri ulteriori discendenti diretti, anche se non è da escludersi, intesi come discendenza sanguigna, e non una semplice, chiaramente discendenza legale.
La fortificazione è stata proprietà della famiglia Samonà, fino alla metà degli anni Sessanta. La stessa famiglia aveva anche la proprietà del castello di Venetico.

## Storia

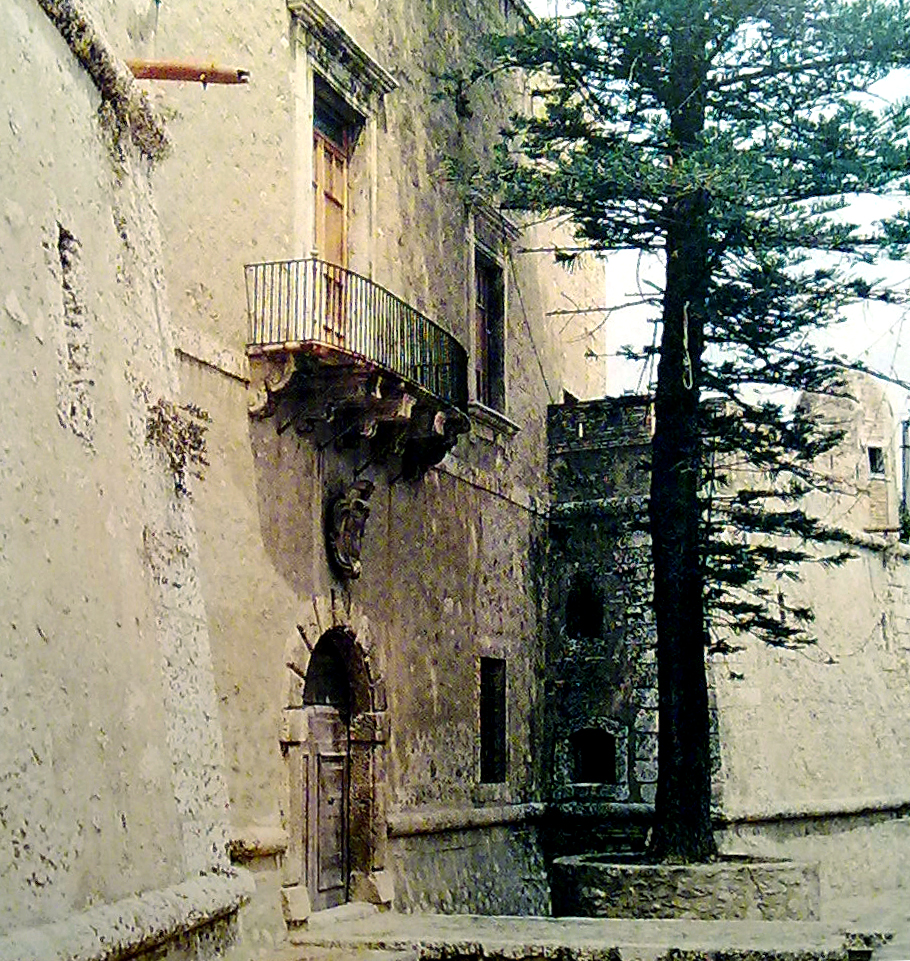
Ingresso.

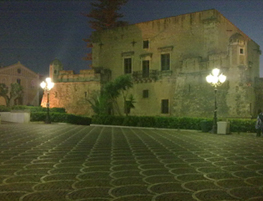
Prospetto est.

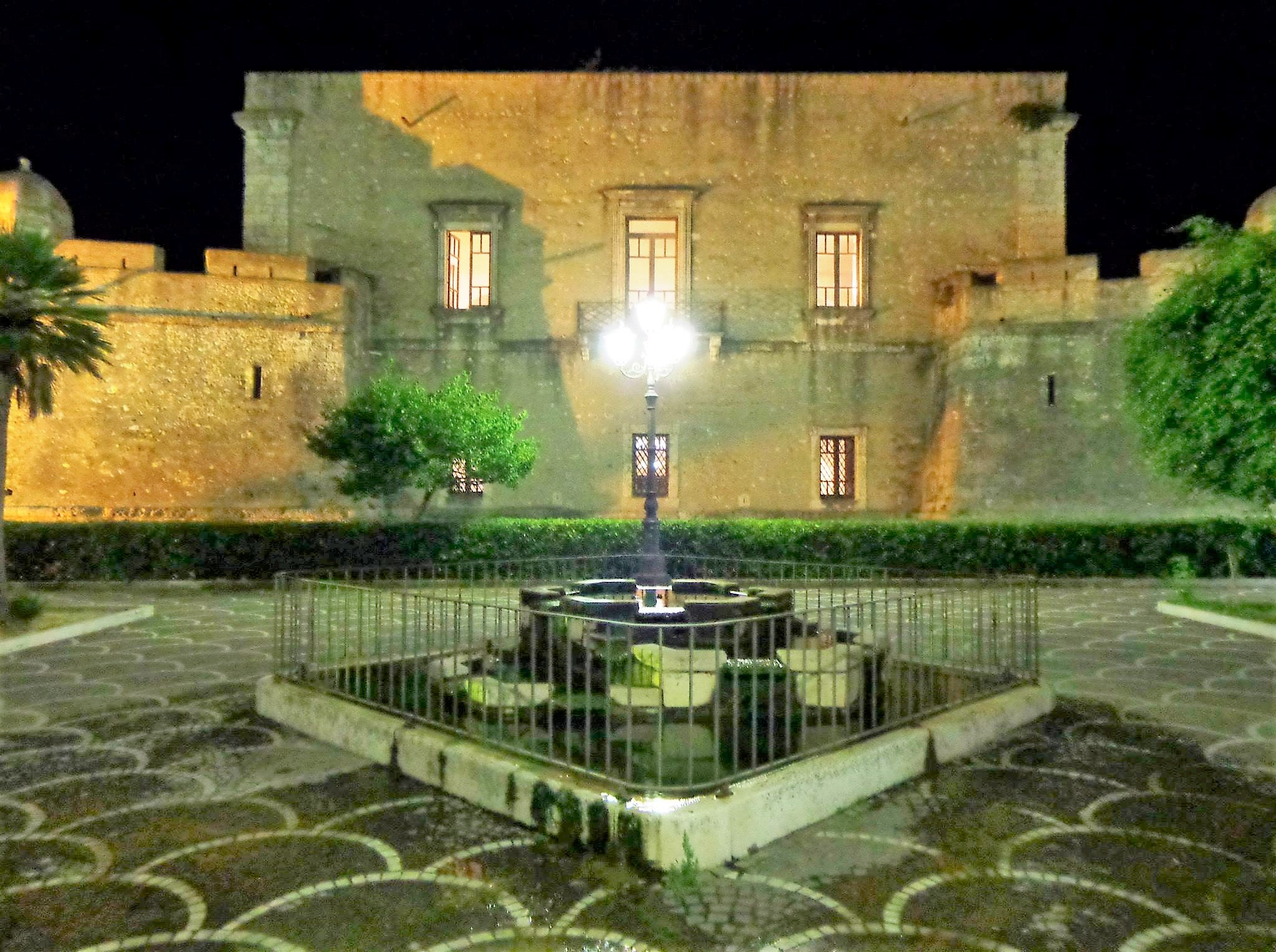
Prospetto nord, lato marina.

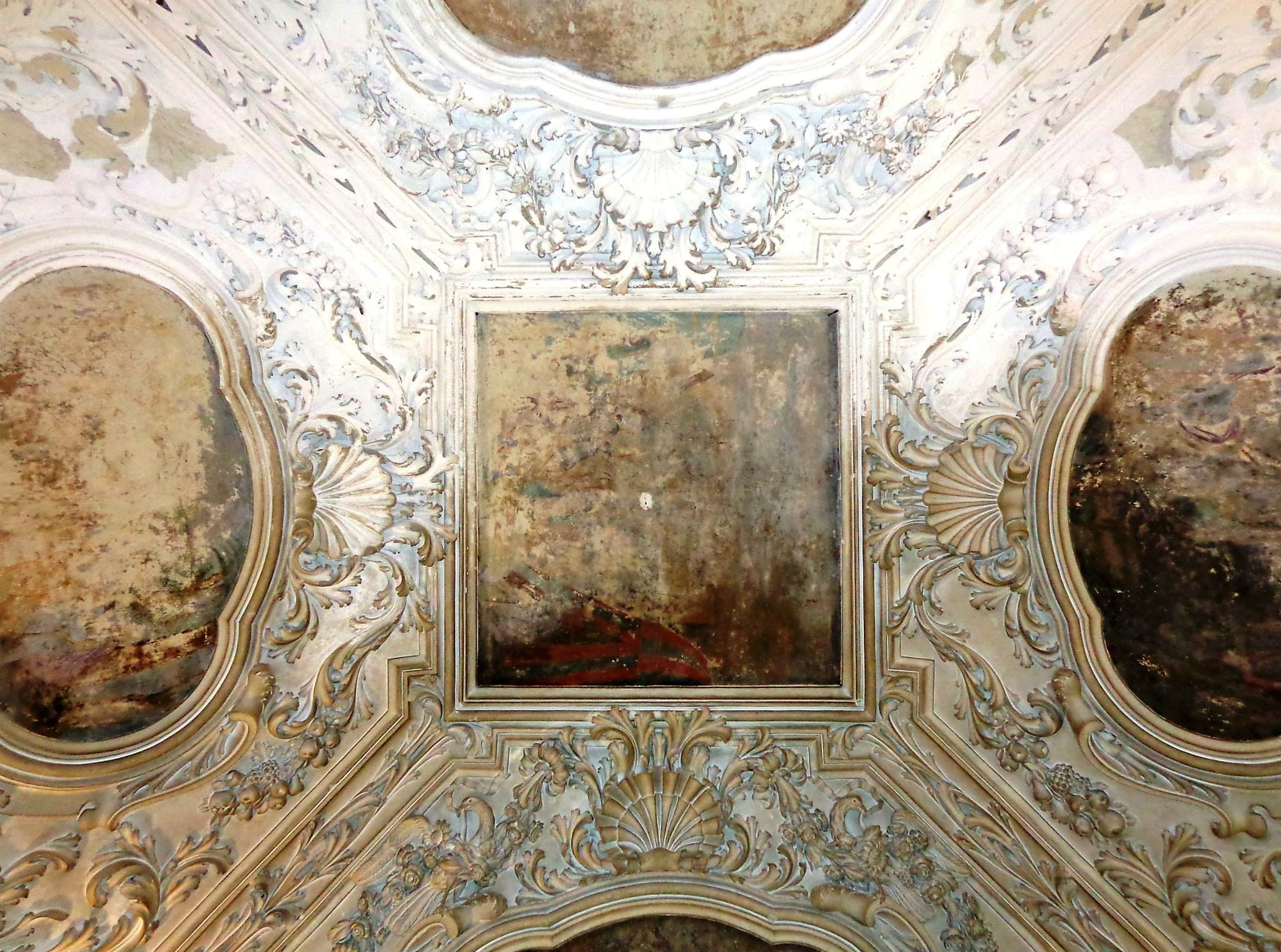
Sala degli stucchi.

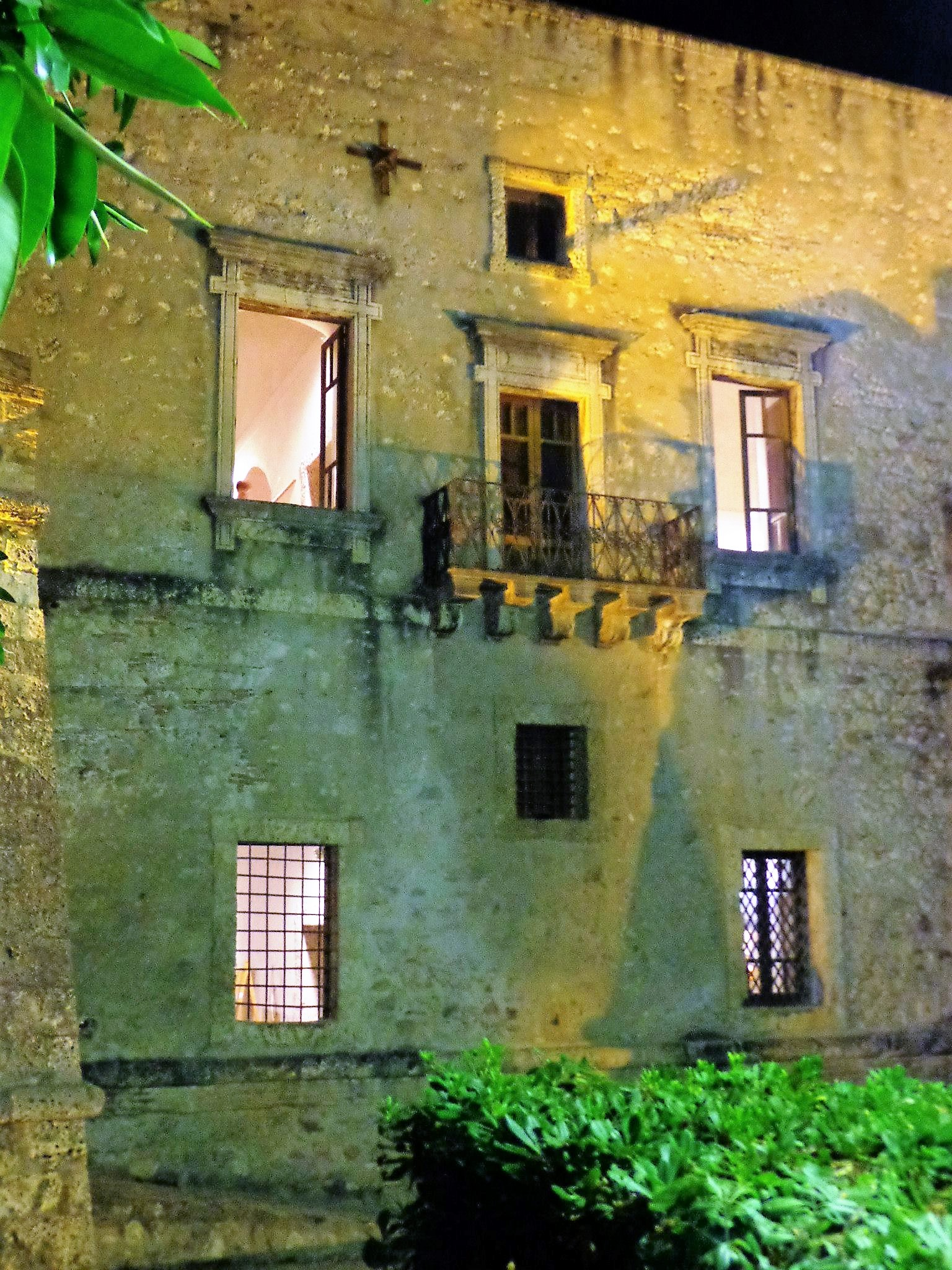
Prospetto est.

### Epoca del Regno di Sicilia
Terra baronale di San Martino del Valdemone soggetta al mero e misto impero.

### Epoca dei Viceré di Sicilia
Camillo Camilliani, su ordine della Deputazione del Regno di Sicilia, effettua una ricognizione del territorio del regno per:
Tiburzio Spannocchi nel suo primo libro delle "Marine del Regno di Sicilia" il fondaco era così descritto:
Nella ricognizione costiera effettuata nel 1583 da Camillo Camilliani su indicazioni di Tiburzio Spannocchi non è rilevato nessun insediamento umano nell'area corrispondente all'attuale cittadina, in quanto l'area era soggetta a frequenti incursioni corsare e/o piratesche.
Nella porzione di costa compresa tra Salice e la penisola di Milazzo è documentata una solitaria fortificazione, semplice torre d'avvistamento per il controllo costiero, a protezione del fondaco e del corrispettivo caricamento ubicato nel vicino litorale. Il posto di sosta e ristoro (dall'arabo funduq) era il quartiere satellite, il terminale a valle posizionato sulla piana in prossimità delle vie marittime e tratte commerciali, dei corrispettivi feudi di San Martino e di Venetico, insediamenti ubicati sulle protette alture lungo la primitiva Consolare Valeria.
La struttura si fa risalire alla seconda metà del XV secolo. In origine, secondo alcuni, fu solo una torre di avvistamento, avamposto del castello di Venetico, posto in collina e dimora del feudatario. Il Camilliani apportò verosimilmente degli adattamenti alle primitive strutture.
La tradizione popolare vuole che un passaggio sotterraneo segreto metta in comunicazione le due fortificazioni, collegamento che permetteva il passaggio di soldati e prigionieri. La torre consiste solo nella parte centrale dell'intero complesso che rappresenta il più importante patrimonio storico - artistico -  architettonico di Spadafora. L'incarico all'ingegnere militare fu conferito dal viceré di Sicilia Marcantonio Colonna per riprogettare un sistema di avvistamento e fortificazioni lungo le coste dell'isola, complesso difensivo fortemente voluto dall'imperatore Carlo V.
Il castello fu rimodulato e restaurato una prima volta nel '600. I quattro angoli furono ulteriormente muniti di speroni angolari a cuneo dotati di scarpa di forma trapezoidale, contornati nella parte superiore, da caratteristiche merlature, nei cui interspazi erano piazzate le bocche dell'artiglieria.
Nelle estremità angolari di ciascun sperone si ergono le casematte o garitte, a protezione dei soldati di guardia. Le feritoie sottostanti venivano usate come saetterie in occasioni di assalti al castello. Il fossato che lo circonda è ancora oggi contornato da un robusto muro di cinta.

### Epoca del Regno di Sicilia (1735-1816)
Forature, coperture di terrazze e balconi, trasformazioni in unità abitativa, ne hanno ingentilito l'aspetto ma nel tempo ne hanno indebolito l'efficacia militare.
Trasformazione in struttura residenziale piuttosto che difensiva, infatti nel 1675 un gruppo di soldati francesi lo espugnò in sole ventiquattrore. Tra il XVIII e XIX secolo l'edificio fu abbandonato, ospitò occasionalmente reparti militari in transito tra Messina e Milazzo.

### Epoca contemporanea
Carmelo e Caterina Samonà, in seguito alla distruzione del castello di Venetico immediatamente dopo il terremoto del 1908, trasferirono quanto era rimasto intatto nel vicino castello di Spadafora, salvandolo da sciacalli e dalle intemperie. Nel 1925 Alberto e Ferdinando Samonà Monroy trasferirono negli ambienti interni lo stemma del 1550c. assieme a quello divelto dalla fontana ovest.
La dimora gentilizia così modificata è stata abitata dalla famiglia Samonà fino alla fine degli anni sessanta del Novecento. Dopo la perdita del castello da parte dei suoi proprietari, l'antico maniero è stato per anni vittima dell'incuria delle amministrazioni che si sono succedute. Le strutture sono state recentemente restaurate a cura della Soprintendenza per i Beni culturali e ambientali di Catania e successivamente dalla Soprintendenza di Messina, dopo l'acquisizione della Regione Siciliana.
Attualmente è aperto al pubblico per visite e per manifestazioni culturali.

## Prospetto
Il prospetto sudorientale, ovvero quello che si affaccia sulla Strada Statale 113 ospita il portale principale. Sulla pietra di volta dell'arco è riportato l'anno 1687. L'ingresso è sormontato da ampio balcone, nella porzione di parete tra la mensola di calpestio e la chiave di volta dell'arco è incastonato uno stemma gentilizio raffigurante le insegne delle famiglie all'epoca del matrimonio di Giuseppe Spadafora Branciforte, madre Moncada Aragona, con Imara Ruffo Santapau.
A sinistra in alto il leone rampante dei Branciforte, in basso le armi Moncada - Aragona, in alto a destra le insegne dei Ruffo, in basso quelle dei Santapau, e quelle dei Gatto. Al centro lo stemma degli Spadafora raffigurante un braccio che brandisce una spada.

## Territori
Investiture del feudo di San Martino, poi baronia, in seguito marchesato e principato.
- Raimondo Romeo detto Miles.[5]
  - Francesco Romeo figlio di Raimondo, ambasciatore di Messina, regnanti Maria di Sicilia e Martino il Giovane[5] in seguito con Martino il Vecchio.

...
...
...
- 11 giugno 1343, Francesco Spina nomina erede della baronia la figlia, territori concessi da re Ludovico d'Aragona.[5]
  - Rainaldo Lanza Seniore, consorte ed erede della figlia di Francesco Spina.[5]
    - Francesco Lanza, figlio di Rainaldo Lanza Seniore, investitura.[5]
      - 1 ottobre 1453, Rainaldo Lanza Juniore, figlio di Francesco Lanza, investitura.[5]
        - 2 marzo 1459, Federigo Spadafora, principe di Venetico e Maletto e marchese di Roccella, divenne Marchese nel 1459 per alienazione da vendita, ovvero acquistò territori e titoli.[5]
          - 7 novembre 1509, Francesco Spadafora, figlio di Federigo e sposo di Melchiorra Moncada, investitura.[5]
            - 10 ottobre 1552, Pietro Spadafora, figlio di Francesco e consorte di Laura Spadafora, investitura.[5]
              - Federico Spadafora e Spadafora (Venetico † 1615), figlio di Pietro e consorte di Beatrice Branciforte.[6] Cavaliere del Sovrano Ordine di Malta il 4 Marzo 1572 e Provveditore alle Fabbriche del Regio Patrimonio di Messina nel 1594.
                - 23 luglio 1622, Giuseppe Spadafora e Branciforte, figlio di Federico e consorte di Imara Ruffo e Santapau, con la sua investitura i territori furono elevati a marchesato, titolo conferito da re Filippo IV.[6]
                  - 13 maggio 1628, Francesco Spadafora e Ruffo I° principe di Venetico († giugno 1654), figlio di Giuseppe, senza eredi diretti.[6]
                    - 14 agosto 1661, Giuseppe Domenico Spadafora e Branciforte (Palermo † 1672), principe di Venetico, marchese di San Martino, barone di Mazzarrà, nipote di Francesco morto senza eredi e figlio di Muzio Spadafora, investitura.

...
...
...
- Domenico Spadafora e Gaetani (Venetico † 3 Luglio 1754), Cavaliere di Gran Croce del Sovrano Ordine Militare di Malta, consorte di Caterina Moncada Platamone, morta prematuramente cadendo da cavallo a Spadafora nell'ottobre del 1773.

- 12 aprile 1755, Muzio Spadafora Moncada, figlio di Domenico, cagionevole di salute.
- 12 aprile 1755, Federico Spadafora Moncada, principe di Venetico e Maletto, marchese di San Martino e di Roccella, figlio di Domenico. Sposò Eleonora Colonna Ventimiglia ed ottenne il conferimento del Cavalierato del Sovrano Ordine di Malta il 25 Aprile 1798.

## Piano nobile
- Sala degli stucchi.
- Sala di lettura.
- Sala da pranzo.